# 雅羅斯拉韋茨
51°32′40″N 33°40′17″E / 51.54444°N 33.67139°E
雅羅斯拉韋茨是位於烏克蘭東北部的村莊，由蘇梅州科諾托普區的克羅萊韋茨市鎮負責管轄。該村分別距離紹斯特卡約68公里，科諾托普約64公里，蘇梅約133公里，海拔高度172米。